# Tanjung Badur
Tanjung Badur är en udde i Indonesien.   Den ligger i provinsen Banten, i den västra delen av landet, 140 km väster om huvudstaden Jakarta.
Terrängen inåt land är huvudsakligen platt, men söderut är den kuperad. Havet är nära Tanjung Badur åt nordväst.Runt Tanjung Badur är det ganska tätbefolkat, med 104 invånare per kvadratkilometer.